# North Adams (Massachusetts)
North Adams ist eine Stadt im Berkshire County im US-Bundesstaat Massachusetts. North Adams gehört zur Metropolitan Statistical Area von Pittsfield (Massachusetts). Das U.S. Census Bureau hat bei der Volkszählung 2020 eine Einwohnerzahl von 12.961 ermittelt. Bekannt ist North Adams als Sitz des größten Museums für Zeitgenössische Kunst in den gesamten Vereinigten Staaten, das Massachusetts Museum of Contemporary Art (MASS MoCA).
North Adams liegt im Tal des Hoosic River und wurde 1745 gegründet, während King George’s War. North Adams ist unabhängig von Adams, aber beide sind nach Samuel Adams benannt.
Lange Zeit war North Adams Industriestadt. Die Textilfirma Arnold musste während der Great Depression schließen, der andere große Arbeitgeber, die Sprague Electric Company, stellte 1985 ihren Betrieb ein.

## Bildung
1894 wurde die North Adams Normal School gegründet, heute das Massachusetts College of Liberal Arts (MCLA) mit mehr als 2000 Studierenden.

## Söhne und Töchter der Stadt
- Andrea Barrett (* 1954), Schriftstellerin (nicht dort geboren, wohnt dort)
- Charles Albert Browne (1870–1947), Agrikulturchemiker und Wissenschaftshistoriker
- Curtis Callan (* 1942), Physiker
- Jack Chesbro (1874–1931), Baseballspieler
- William James Durant (1885–1981), Philosoph und Schriftsteller
- Michael Govan (* 1963), Kunsthistoriker und Museumsdirektor
- Van Hansis (* 1981), Schauspieler
- Peter Laird (* 1954), Comiczeichner
- Martin Melcher (1915–1968), Filmproduzent
- Leonard O’Brien (1904–1939), Hockeyspieler
- Paul Park (* 1954), Science-Fiction-Autor
- Bruce Russett (1935–2023), Politikwissenschaftler
- John Schwarz (* 1941), Physiker
- Frank Julian Sprague (1857–1934), Elektroingenieur, Erfinder (ging dort zur Schule)
- Tom Sutton (1937–2002), Comicbuchkünstler
- Jane Swift (* 1965), Politikerin
- Frank Vincent (1939–2017), Schauspieler